# Мерула (Италия)
Вижте пояснителната страница за други значения на Мерула.
Мерула на италиански: Merula е река, бърз поток в регион Лигурия, Италия.
Реката е 28 км дълга с басейн от 203 км². Извира при общината Тестико в провинция Савона. В „долината Мерула“ (Val Merula) минава през Стеланело и се влива в Лигурско море.